# Râul Dreaju
Râul Dreaju sau Râul Ciucan este un râu din România, afluent al râului Glavacioc. 